# Scopa (Piemont)
Scopa (piemontiul: Scòva) település Olaszországban, Piemont régióban, Vercelli megyében. Lakosainak száma 371 fő (2023. január 1.). Scopa Balmuccia, Guardabosone, Postua, Boccioleto, Scopello és Vocca községekkel határos.

## Népesség
A település népességének változása:
| Lakosok száma | 418  | 408  | 371  |
|               | 2017 | 2018 | 2023 |